# 不死藥
《不死藥》是倪匡筆下科幻小說衛斯理系列之一，這是環繞不死藥而展開的一個推理故事。故事中的「不死藥」被設想成來自南太平洋一個神秘島嶼「漢同架」。由島上獨有的一種像竹子的植物提煉而成的一種白色汁液。這種被土人拿來當作具有麻醉效果的飲料，是一種超級細胞再生劑和超級抗衰老素，除了能夠防止身體衰老，任何身體上的傷害皆會極快速癒合，甚至達到長生不死，連痛楚感覺亦會消失。雖然如此，心臟位置仍然是身體上的致命傷，被子彈打中或用刀刺穿，就會死亡，此外，只要停止服食不死藥就會變做白癡。

## 故事內容

### 雙生兄弟的謀殺案
富商駱致遜千方百計尋找在太平洋戰爭時失蹤的弟弟駱致謙，最終在駱致謙失蹤近二十年後把他尋回。然而兄弟重逢後第三天，駱致遜竟將弟弟推下懸崖，在動機不明及未作出自辯的情況下，駱致遜被判死刑。而駱致遜唯一要求只是要見衛斯理，在衛斯理面前駱致遜竟提出了一個震撼性的要求：幫助自己逃獄。在對方堅稱自己無辜，以及自己奈不住好奇心的驅使下，衛斯理不惜找來自稱犯罪專家的韋鋒俠。協同自己策劃劫獄。當韋鋒俠冒充神父。用貍貓換太子手法，從監牢中「掉包」換出罪犯駱致遜，結果駱致遜一踏出牢獄後，便駕車絕塵而去，留下帶罪之身的衛斯理，開始跟妻子白素過著被警方追捕的逃亡生活。

### 十九層的計策
為了報復，也為了向警方傑克上校交差。衛斯理追蹤駱致遜，發現他和妻子柏秀瓊以偷渡方式搭上前往帝汶島的貨輪，衛斯理從賭場中找到外號「十九層」的男子，並且搧了他兩個耳光，要他安排偷渡出境。十九層雖然應允幫忙，卻將衛斯理存身的木箱放在貨物最底層，目的是要他吃吃苦頭，好報兩個耳光的仇。衛斯理好不容易用移形換位的手法，一個箱子棉花接著一個箱子地往外挖掘。總算挖出一條曲折通道。卻發現外面是一綑綑鐵絲。他不得已改成向上挖洞，讓貨物一綑綑落下。挖到頂上後，發覺這個貨輪頂上有空間可以走動，終於脫身。

### 前往帝汶島的貨輪
衛斯理發現駱致遜和柏秀瓊兩人躲在船長室。他以窩藏逃犯為由。要脅船長交出兩人。正當他以為兩人手到擒來可以回去向警方交差的同時。卻發現兩人已放下救生艇離去。當貨輪到達帝汶島後，衛斯理用錢收買島上的少年探查兩人下落，發現兩人躲在當地富豪波金先生的天堂園。在追蹤駱致遜的同時，衛斯理逐步發現。原來駱致遜其實是弟弟駱致謙。真正的駱致遜早已被推下懸崖。死在眼前冒充兄長的駱致謙手上。因為他們是雙生兄弟。所以誰也沒發覺。而駱致遜妻子柏秀瓊也願意做幫兇，只因有用不完的錢。

### 南太平洋神秘島嶼
為了調查兩人下落。衛斯理潛入波金的天堂園。卻在儲藏室中意外發現一大群白癡土人。震驚之餘卻被波金以手槍逮住。此時駱致謙和柏秀瓊兩人也現身。他們告訴衛斯理一個多年前發生的故事。原來駱致謙曾於南太平洋一個島上。無意中發現了不死藥，只要服下不死藥，除了心臟位置受到傷害及遭到電極會導致死亡，除此之外任何創傷都能迅速癒合，甚至連痛楚感覺亦會消失，身體亦會抗止衰老長生不死，但只要人一但吃下了不死藥，就必須永遠服用。只要一段時間停止服用不死藥，就會腦幹死亡，變成白癡。這就是儲藏室裡那群土人的由來。在大廳中，雙方展開談判。駱志謙要衛斯理加入他們組織好擴大不死藥生產的規模。原來在帝汶島上，不能生產不死藥，生產不死藥的原料。一定要到南太平洋某個小島上才有。駱致謙問完話後，本來要抽刀殺死他。衛斯理冷不防踢開帶輪子沙發，撞倒駱致謙。衛斯理逃出波金的別墅，消失在荒野中。

### 土人朋友與環繞小島的巨浪帶
衛斯理跳到山澗裡。來來回回的去除氣味，避開狼狗隊的追捕。卻發現前方有個矮小男人。正在用火烤東西。直接剝吃半生不熟的地鼠。一問之下發現他也是從波金別墅中逃出來的。兩人合力做了一隻獨木舟，往土人故鄉漢同架島進發，衛斯理和他穿過包圍島嶼的巨浪帶後。土人駕著獨木舟來迎接他。衛斯理發現這個土人不但聰明。而且是土人的首領。兩人就這樣來到「漢同架」島上。

### 死亡的恐怖
衛斯理和土人朋友來到島的中心部位，發現一個石棺內。有一個土人屍體。他的心臟部位是一個圓溜溜的洞。是被人用來福槍子彈打的。這是波金和駱志謙的傑作。他們以此向未曾經歷死亡的土人展示原來即使服用不死藥仍然會死，靠這種恐怖，他們統治了這個島上的土人。波金和駱志謙打算把這個島當成製作不死藥原料的基地。土人們要求他幫忙除掉波金和駱志謙。

### 狙擊波金
衛斯理躲在植物竹子中試圖狙擊駱致謙。結果子彈卻誤中波金。波金臉上露出奇妙表情倒了下去。發現自己被狙擊的駱志謙逃走卻被抓回。他央求衛斯理不要將他交給土人。衛斯理也決定將他帶回去受審。

### 吃下不死藥
跟駱致謙爭鬥過程中，衛斯理意外中槍，命懸一線下，衛斯理亦只有吃下不死藥，以挽回自己的性命。

### 最後的爭鬥
駱志謙用無線電呼叫一艘小型潛艇支援。在島上用機槍展開一場大屠殺。結果事後島上的土人盡數被駱志謙所殺。發現被騙的衛斯理撲向駱志謙。雙方展開一場爭鬥。自稱吃了不死藥的駱志謙，雖然死不了，被拳頭打中肚子，身體仍然會抽搐。最後不敵衛斯理，終於失手被擒住。

### 尾聲
衛斯理帶著被五花大綁的駱致謙離開漢同架島，兩人坐上了獨木舟，在大海中漂流，衛斯理用無線電呼叫一艘澳洲軍艦，終於將他帶回居住的城市，島上土人盡被屠殺的島嶼，更因為海嘯而陸沉了。衛斯理也將駱致謙送上電椅。衛斯理在事後經過長時期的切除內分泌腺的手術治療，最後沒有成為白癡。

## 作者想表達的觀點
- 《不死藥》的傳奇性比較濃。故事設想一種使人不會死亡的藥物。來自南太平洋神秘島嶼。由此而引發出來的一個推理故事。
- 這個故事設想一種使人不會死亡的藥物。來自南太平洋神秘島嶼。如同《透明光》及《叢林之神》等故事，作者希望帶出人類認為值得追求的事，沒有一件在得到了之後是真正幸福的。叢林之神故事中預知未來的能力如此。透明光故事中讓身體變透明或永生不死的能力也是如此。

| 前任者： 015 叢林之神、風水 | 衛斯理系列（按編號） 016                             | 繼任者： 017 規律、多了一個 |
| 前任者： 支離人             | 衛斯理系列（按連載時序） 1967年3月17日至1967年6月4日 | 繼任者： 紅月亮             |